# Pultenaea paleacea
Pultenaea paleacea är en ärtväxtart som beskrevs av Carl Ludwig von Willdenow. Pultenaea paleacea ingår i släktet Pultenaea och familjen ärtväxter.

## Underarter
Arten delas in i följande underarter:
- P. p. paleacea
- P. p. pauciflora
- P. p. robusta
- P. p. sericea
- P. p. williamsonii